# Dušan Ristić
Dušan Ristić, né le 27 novembre 1995, à Novi Sad (Serbie) est un joueur professionnel serbe de basket-ball. Il évolue au poste de pivot.

## Biographie

### Début de carrière
Dušan Ristić débute en jeune l'Étoile rouge de Belgrade en catégorie U19. Ristić joue aussi dans la deuxième équipe de l'Étoile rouge de Belgrade, le KK FMP (en) pour la saison 2012-2013 du championnat de Serbie.
Pour la saison 2013-2014, Ristić évolue à l'Étoile rouge de Belgrade en Ligue adriatique (ABA). Il joue deux matchs en Euroligue.

### En université américaine
Le 8 mars 2014, Ristić s'engage en NCAA (Division 1) avec les Wildcats de l'Arizona. Lors de sa première saison (2014-2015), il marque 3,4 points par match, la deuxième saison (2015-2016), c'est 7,1 points par match, la troisième saison (2016-2017), il marque 10,9 points par match. Pour sa dernière saison en sénior, il marque 12,2 points et prend 6,9 rebonds par match. Lors de cette saison en senior, Ristić est sélectionné dans la deuxième équipe de la conférence Pac-12 et est membre de l'équipe du tournoi de la Pac-12. Il est classé 28e de l'histoire de l'université de l'Arizona en inscrivant plus de 1000 points et 500 rebonds en carrière (141 matchs, avec des moyennes de 8,4 points et 4,6 rebonds).

### Carrière professionnelle
Il n'est pas drafté en 2018. Il décide après avoir été sélectionné de ne pas participer à la NBA Summer League 2018 avec les Suns de Phoenix.
Le 16 juillet 2018, Ristić signe un contrat de trois ans avec l'Étoile rouge de Belgrade,. En juillet 2019, Ristić est prêté au BC Astana qui évolue dans le championnat du Kazakhstan (en) et de la VTB League pour la saison 2019-2020. En juillet 2020, il est prêté à Brescia pour la saison 2020-2021 (Série A). En janvier 2021, il est transféré à Saratov (VTB League pour le reste de la saison,.
En juin 2021, Ristić signe à Fuenlabrada (Liga ACB). Le 28 décembre 2022, il signe à Galatasaray en championnat de Turquie. Le 23 juin 2023, Ristić rejoint Tenerife qui évolue en Liga ACB, la première division espagnole. Lors de cette saison 2023-2024, il part à Burgos (LEB Oro). Il signe le 23 juillet 2024 pour l'Elan Chalon en première division française.